# 성단 1806-20
성단 1806-20은 궁수자리에 있는 성단이다. 이 성단은 매우 특이한 별들로 이루어져 있는데, 밝은 청색 변광성 LBV 1806-20과 중성자별 SGR 1806-20, 극대 거성 2개, 볼프-레이에 별 2개 등으로 이루어져 있다.

## 같이 보기
- 볼프–레이에 별
- LBV 1806-20
- SGR 1806-20
- 극대거성
- 성단
- 밝은 청색변광성
- 샤를 볼프
- 조르주 레이에